# Graben 2 Grüna
Der Graben 2 Grüna ist ein Meliorationsgraben und orographisch rechter Zufluss des Neuheimer Grabens auf der Gemarkung der
Stadt Jüterbog im Landkreis Teltow-Fläming in Brandenburg. Der Graben beginnt auf einer landwirtschaftlich genutzten Fläche, die sich südlich des historischen Ortskerns befindet. Er nimmt dabei über weitere Zuläufe Wasser auf, das sich zwischen Grüna und dem östlich gelegenen, weiteren Jüterboger Ortsteil Kloster Zinna sammelt. Der Graben fließt anschließend in vorzugsweise nördlicher Richtung am östlichen Dorfausgang vorbei. Über weitere Zuläufe wird zusätzliches Wasser aufgenommen, das sich auf den nordöstlich gelegenen Flächen befindet. Anschließend entwässert er in den Neuheimer Graben, der wiederum nordwestlich des Jüterboger Wohnplatzes Neue Häuser in die Nuthe entwässert.